# Transhumans

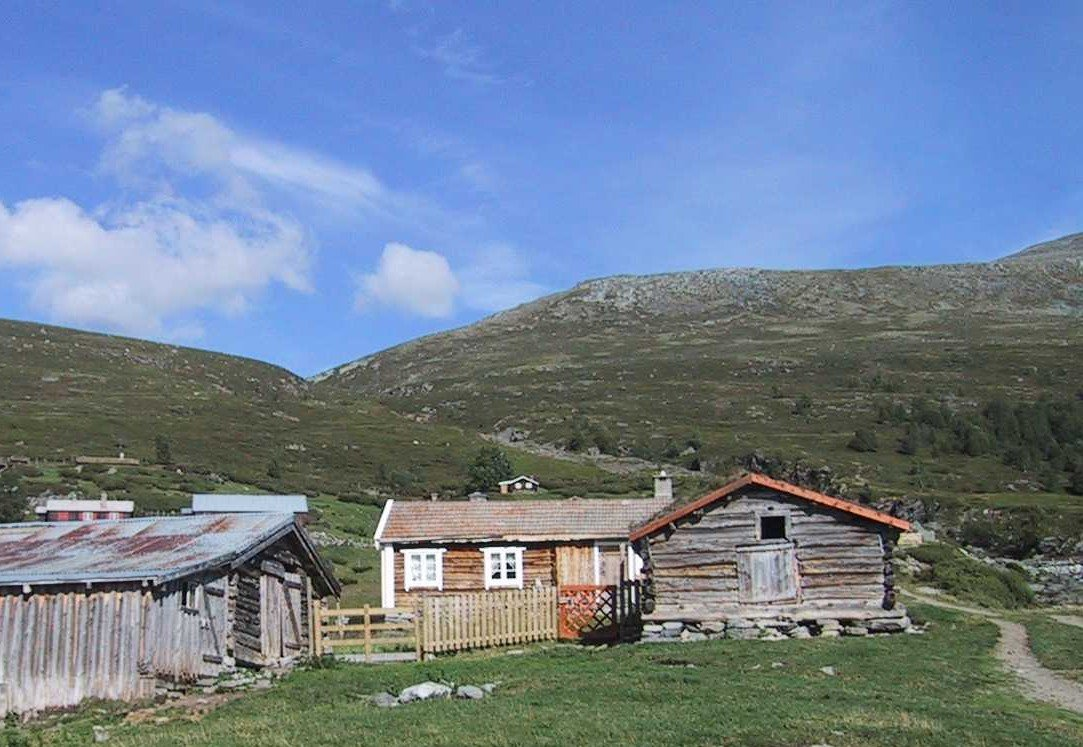
En säter i Gudbrandsdalen, Norge. Den ligger över trädgränsen i fjällen och används för sommarbete.

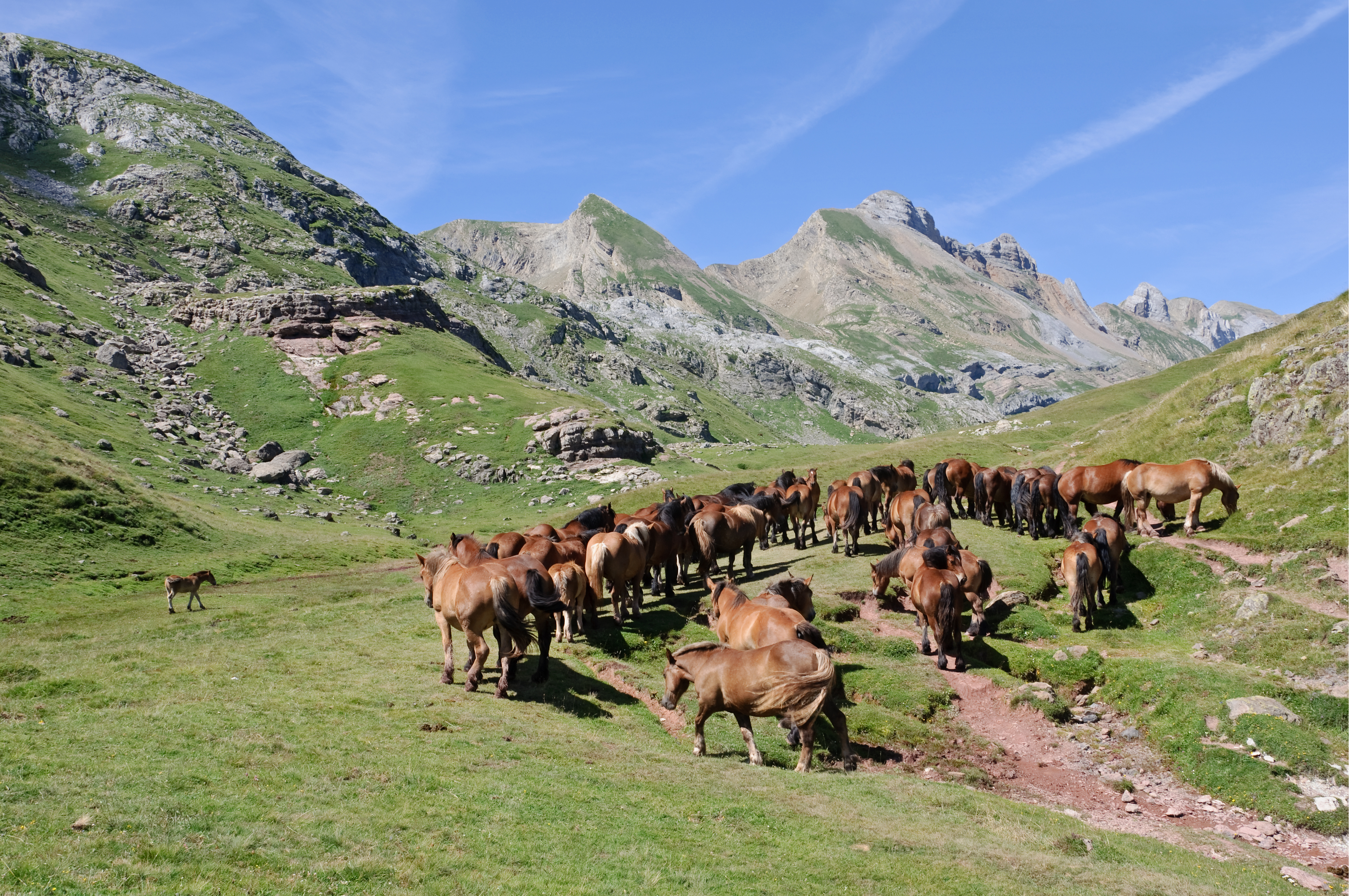
Hästar på sommarbete i Pyrenéerna.

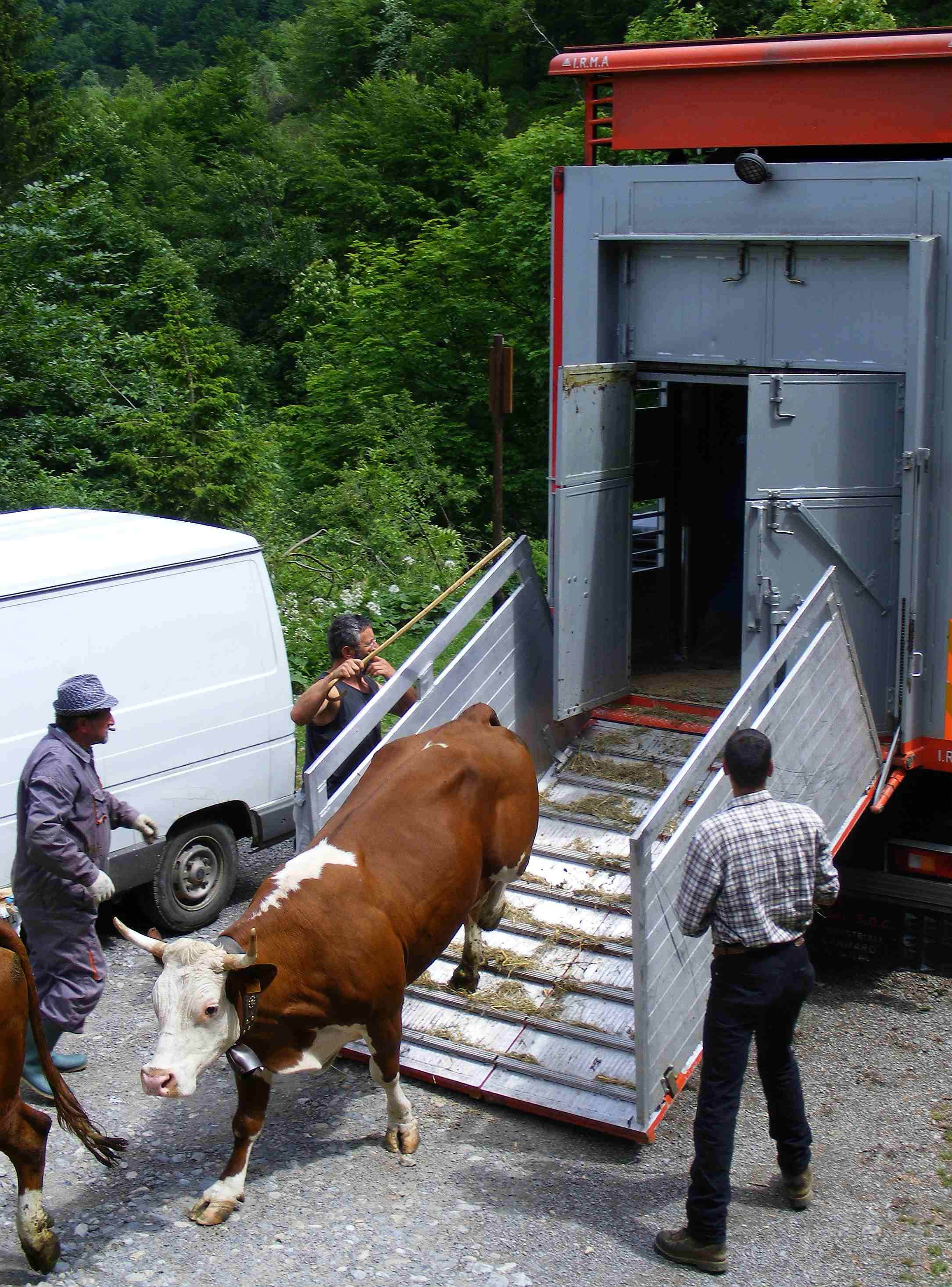
Modern bilburen transhumans i Italien.

Transhumans, "bortom jorden", är den säsongsmässiga förflyttningen av människor med deras boskap mellan fasta sommar- och vinterbeten. Transhumans bör inte förväxlas med pastoralism eller nomadism.
Skandinavisk fäboddrift kan kallas transhumans men avviker från denna genom att sakna vinterbeten. Fäboddrift har krävt minst två fähus, ett på hemgården och ett på fäboden. På grund av vinterkylan har djuren (fänaden) tvingats leva inne i hemgårdens fähus hela vintern. Detta har i sin tur krävt minst en lada på hemgården eller en höskulle i en ladugård, alltså ganska många hus. Avvikande från de flesta transhumanssamhällen har också varit att kvinnor haft den ledande rollen på fäbodarna sommartid. De har assisterats av barn mellan 5 och 12 års ålder, av båda könen. Mödrar med små barn har man dock försökt hålla borta från fäbodarna. På svenska fäbodar har andelen män ökat betydligt efter andra världskriget, samtidigt som den totala bemanningen har minskat avsevärt.
Modern renskötsel bedrivs också som en form av transhumans. Här har man vanligen tillgång till både sommarbeten uppe i fjällen och vinterbeten, nedanför fjällen.

## Vertikal transhumans
I bergiga trakter betyder transhumans förflyttning mellan högre belägna beten på sommaren och lägre belägna beten på vintern. Herdarna har fasta bostäder, oftast i dalgångarna. Bara hjordarna flyttar sig, med de människor som behövs för att se till dem.

## Horisontell transhumans
Horisontell transhumans är mer känslig för klimatförändring, eller ekonomiska och politiska förändringar.

## Förekomst
Traditionell eller regelbunden transhumans finns eller har funnits över hela världen, inklusive Skandinavien, Balkanhalvön, Skottland, England, Kaukasus, Tchad, Marocko, Frankrike, Italien, Irland, Libanon, Rumänien, Bulgarien, Grekland, Portugal, Spanien, Iran, Turkiet, Indien, Schweiz, Georgien, USA, och Lesoto.

## Omfattning
Man beräknar att denna aktivitet, tillsammans med den nomadiska pastoralismen sysselsätter omkring 100–200 miljoner personer runt om i världen; och de markområden som används representerar omkring 30 miljoner km², eller dubbelt så mycket som den mark som används för jordbruket.